# Haláljog
A haláljog koncepció, amely azon a véleményen alapszik, hogy az embernek joga van véget vetni az életének, illetve önkéntes eutanáziának alávetni magát. Ezt a jogot gyakran úgy értik, hogy a gyógyíthatatlan betegségben szenvedőknek, illetve akik nem akarnak már tovább élni, meg kellene engedni, hogy véget vessenek az életüknek, segített öngyilkosság révén, illetve az életmentő kezelések visszautasításával. A haláljog körüli vitákban gyakran az a központi kérdés, ki kaphat jogot meghozni az ilyen döntéseket, ha egyáltalán valaki.

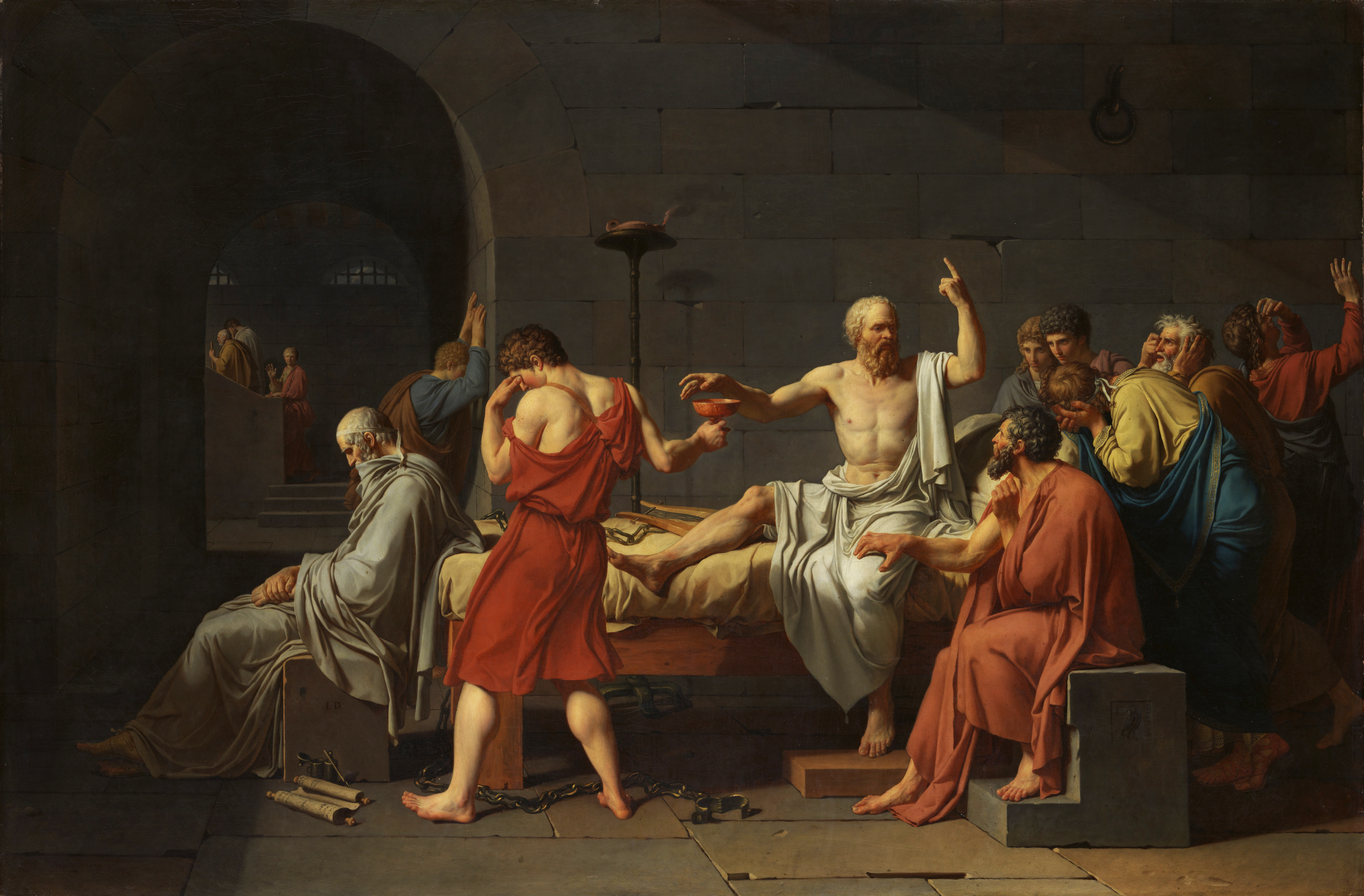
Szókratész halála

Egyes tudósok és filozófusok, mint David Benatar szerint az ember túl optimistán ítéli meg az életminősége kilátásait.
A halálhoz való jog támogatói az öntulajdonlásra hivatkoznak, vagyis arra a jogra, hogy az ember rendelkezhet a saját teste felett. De a vita része az a szándék is, amely megelőzné az irracionális öngyilkosságokat.

## Fordítás
Ez a szócikk részben vagy egészben  a   Right to die című angol Wikipédia-szócikk ezen változatának fordításán alapul.  Az eredeti cikk szerkesztőit annak laptörténete sorolja fel. Ez a jelzés csupán a megfogalmazás eredetét és a szerzői jogokat jelzi, nem szolgál a cikkben szereplő információk forrásmegjelöléseként.

## További olvasmányok
- (2007. szeptember 1.) „The body as unwarranted life support: a new perspective on euthanasia”. Journal of Medical Ethics 33 (9), 519–21. o. DOI:10.1136/jme.2006.020073. PMID 17761819. PMC 2598200.
- (2007. május 1.) „A suicide right for the mentally ill? A Swiss case opens a new debate”. The Hastings Center Report 37 (3), 21–3. o. DOI:10.1353/hcr.2007.0035. PMID 17649899.
- "Uit Vrije Wil — Burgerinitiatief voltooid leven"